# Plinianische Eruption

Schema einer plinianischen Eruption
1: Aschewolke
2: Schlot
3: Aschenfall
4: Aschen- und Lavaschichten
5: Gesteinsschicht
6: Magmakammer

Die plinianischen Eruptionen als Teil des vulkanischen Geschehens sind außerordentlich explosive Ausbrüche, die mit gewaltigen Aschenfällen verbunden sind. Innerhalb weniger Stunden können dabei einige Kubikkilometer Magma ausgestoßen werden.

## Etymologie
Plinianische Eruptionen verdanken ihren Namen dem Augenzeugen und Chronisten Plinius dem Jüngeren, der den Ausbruch des Vesuvs und den Untergang von Pompeji und Herculaneum im Jahr 79 n. Chr. in zwei Briefen an den römischen Geschichtsschreiber Cornelius Tacitus beschrieb. Sein Onkel Plinius der Ältere fand bei diesem Ausbruch den Tod.

## Ablauf
Die Eruption besteht aus zwei Phasen:
- Wenn Magma, das an die Erdoberfläche drängt, von Gesteinsschichten aufgehalten wird, kann sein Druck und/oder der Druck des im Magma enthaltenen Gases so weit steigen, dass er das Hindernis gewaltsam wegsprengt: Reste des alten Pfropfs werden nach oben ausgestoßen. Dann rast der Materialstrom mit einer Geschwindigkeit von bis zu mehreren hundert Metern pro Sekunde im Schlot empor, dabei  werden glühende Lavafetzen und Felsbrocken aus der Kraterwand mitgerissen.

Oberhalb des Kraters bildet sich eine Eruptionssäule, die bis in die Stratosphäre reicht. In großer Höhe kühlt das vulkanische Material ab und „regnet“ als Lapilli auf die Umgebung nieder. Den zurückbleibenden Einsturzkrater nennt man Caldera.
- In einer zweiten Phase stürzt die Staub- und Aschewolke in sich zusammen und bildet den Ausgangspunkt eines pyroklastischen Stroms.

Bei dem namengebenden, von Plinius d. J. beobachteten Ausbruch des Vesuvs wurde Pompeji durch den Lapilli-Niederschlag verschüttet, während Herculaneum aufgrund der Windrichtung zunächst verschont, dann aber von den pyroklastischen Strömen begraben wurde. Dies führte zu großen Unterschieden bei der natürlichen Konservierung der beiden antiken Städte.

## Beispiele

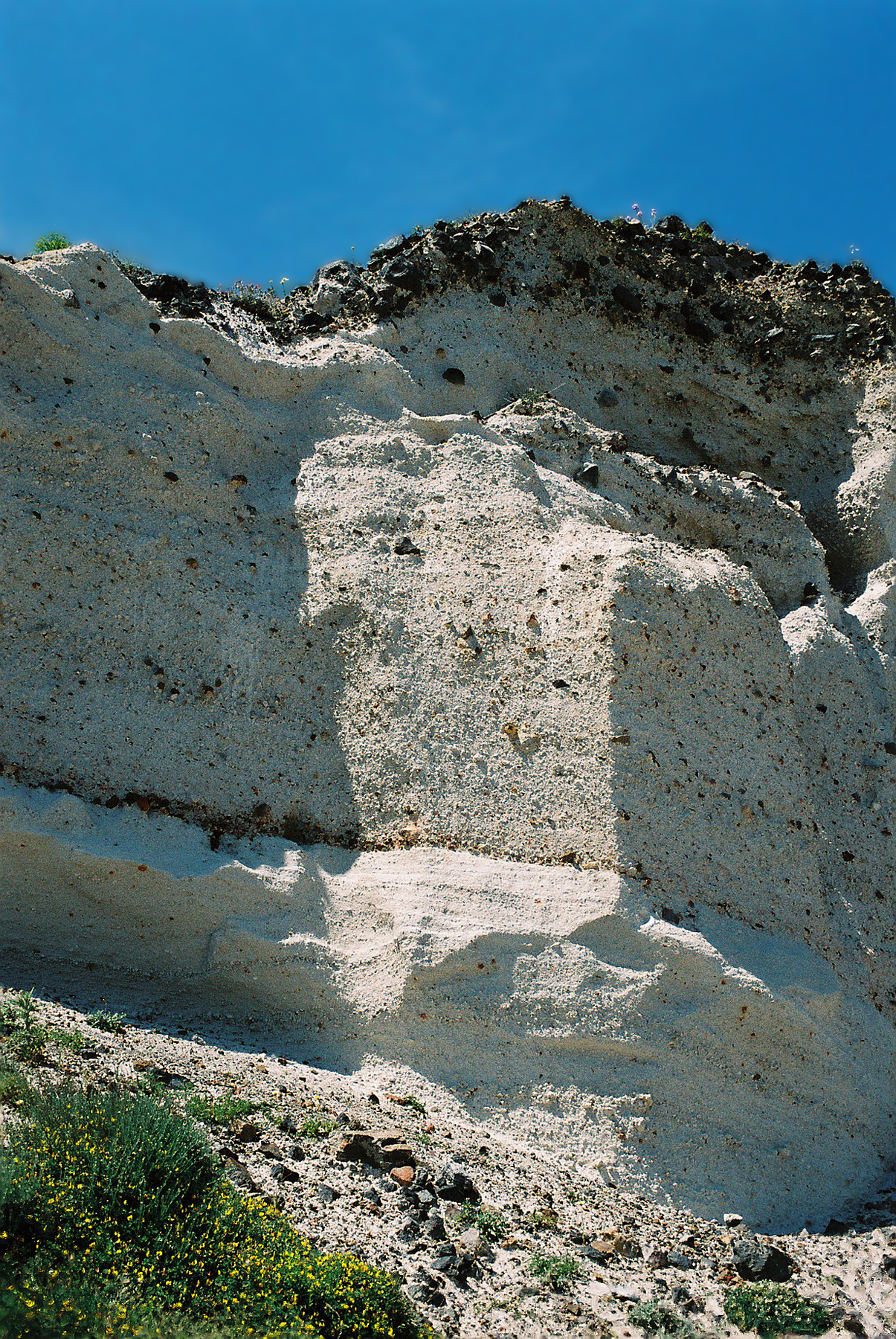
Die außerordentlich explosiven Ausbrüche des Santorin Vulkans: Zwei Bimsschichten (~1600 v. Chr.). Küstenabschnitt des riesigen Caldera-Sees

Sowohl die Supervulkane (flache Vulkane, die über riesigen Magmakammern liegen z. B. der Yellowstone-Vulkan), als auch die Schichtvulkane, auch als Stratovulkane oder „graue Vulkane“ bezeichnet, können plinianische Eruptionen erzeugen und bilden u. a. den Pazifischen Feuerring.
Weitere berühmte plinianische Ausbrüche waren die des Santorin um 1627 v. Chr., des Tambora 1815, des Krakatau 1883, des Mount St. Helens 1980 oder des Pinatubo 1991. Auch der letzte Ausbruch des Laacher Vulkans in der Vulkaneifel gehört dazu.